# Juan Antonio Gallo Sallent
Juan Antonio Gallo Sallent (Barcelona, 23 de octubre de 1972) es un abogado y economista de Barcelona. 
Ha trabajado en la Comisión Europea y en la Generalitat de Catalunya. Formó y fue el primer presidente del Tribunal de Contratos del Sector Público (TCCSP). Es doctor en Economía y Derecho. 